# Берегова (станція)
Береговá — вантажна залізнична станція Одеської дирекції Одеської залізниці на відгалуженій лінії Чорноморська — Берегова. Розташована поблизу міста Південне Одеського району Одеської області. Станція обслуговує Морський торговельний порт «Південний» та Одеський припортовий завод.
Пасажирське сполучення по станції не здійснюється.

## Інфраструктура та робота станції
Одноколійна дільниця Чорноморська — Берегова завдовжки 36 км була побудована для забезпечення перевезення вантажів підприємств, розташованих в районі Малого Аджалицького лиману, в першу чергу для переробки імпорту, який переважав у другій половині ХХ століття над експортом, але надалі напрямок роботи портів змінився докорінно з переробки імпорту на експорт.
До порту «Південний» примикають три залізничні станції — Берегова, Хімічна та Промислова.
Переробна спроможність станції згідно з технологією (з урахуванням вкладених портом і залізницею засобів) становить 456 вагонів і, оскільки вивантаження в порту до деяких добу перевищує 600 вагонів, назріла необхідність в будівництві додатково трьох колій у приймально-відправних парку та ще трьох — у сортувальному парку. Дане будівництво мало на меті збільшити переробну спроможність станції ще на 300 вагонів.
Загальна вантажопереробка підприємствами, розташованими в районі Малого Аджалицького лиману, склала у 2008 році 21,3 млн тонн, в тому числі:
- морського торговельного порту «Південний» — 10,5 млн тонн (що у 2 рази перевищує первісну проєктну потужність порту);
- ТОВ «Трансінвестсервіс» — 7,6 млн тонн (що в 3 рази перевищує первісну проєктну потужність);
- Одеським припортовим заводом — 3,2 млн тонн.

Переробка великотоннажних контейнерів в портах становить 73,2 % від загальної переробки контейнерів по Одеській залізниці. У 2009 році на станції Хімічна розпочато будівництво терміналу 500000 TEU/рік, з подальшим збільшенням до 1 млн TEU/рік.
Через те, що пропускна спроможність дільниці Чорноморська — Берегова себе вичерпала, у 2015 році було завершено спорудження другої магістральної та двох приймально-відправних колій. 
За попередніми розрахунками, наданим проєктним інститутом «Одесзалпроєкт», на виконання вищезазначених робіт було необхідно близько 400 млн гривень, в тому числі:
- будівництво другого головного шляху, з електрифікацією, пристроями СЦБ і автоблокування на дільниці Пост 5 км — Роз'їзд 18 км складає 108 млн грн;
- відповідно до договору від 17 квітня 2007 року між Одеською залізницею та ТОВ «Трансінвестсервіс» будівництво другої головної колії від Роз'їзду 18 км до Поста 24 км дільниці Чорноморська — Берегова проводилася ТОВ «Трансінвестсервіс»;
- електрифікація цієї ділянки виконана Одеською залізницею;
- будівництво станції Пост 24 км — 82 млн грн (проєкт станції на 6 приймально-відправних колій виконаний за рахунок коштів ТОВ «Дельта Вілмар СНД»);
- реконструкція станції Чорноморська з облаштуванням механізованої гірки — 200 млн грн.

У липні 2021 року розпочалося будівництво другої колії на ділянці залізниці Чорноморська — Берегова, в ході якого прокладено 6,5 км колії та електрифікована змінним струмом (~25 кВ). Роботи були завершені наприкінці 2021 року. Саме цим залізничним шляхом здійснюються перевезення для трьох із п'яти найбільших стивідорних компаній країни — ДП МТП «Південний», ТОВ «Трансінвестсервіс» та АТ «Одеський припортовий завод».